# Václav Bergman
Václav Bergman (27. srpna 1915 Domoušice – 31. prosince 2002 Dumbarton) byl stíhač 310. československé stíhací perutě RAF. Byl jedním ze dvou československých letců (spolu s Karlem Kuttelwascherem), kteří za své zásluhy obdrželi dvakrát britský Záslužný letecký kříž.

## Život

### Mládí a druhá světová válka
Po absolvování reálného gymnázia se přihlásil do armády. Navštěvoval Vojenské letecké učiliště v Prostějově, Vojenskou akademii v Hranicích a sloužil poté v Československém letectvu. Po okupaci Československa se dostal přes Polsko do Francie, kde narukoval do Cizinecké legie. Zde krátce zasáhl do bojů proti nacistickému Německu a po kapitulaci Francie byl evakuován do Velké Británie. Vstoupil do 310. československé stíhací perutě Britského královského letectva a účastnil se bitvy o Británii. V srpnu 1940 byl zraněn v souboji, vyskočil z hořícího letounu. V roce 1942 se stal velitelem letky A 310. perutě. Na začátku roku 1943 byl převelen k 313. československé stíhací peruti, kde později tohoto roku vykonával funkci velitele letky B. Na začátku roku 1944 převzal velení nad celou 313. perutí, které vykonával až do května 1944. Celkem provedl 369 bojových letů a nalétal 522 operačních hodin. Působil poté na Inspektorátu československého letectva v Londýně, ve štábu francouzské letecké jednotky a absolvoval studia vojenských škol ve Fort Leavenworthu v Kansasu a v Uxbridge. Po ukončení studií se v roce 1946 navrátil do Československa.

### Život po roce 1945
V Československu působil na Hlavním štábu letectva v Dejvicích a stal se přednostou I. operačního oddělení – letectvo. Po roce 1948 byl z armády z politických důvodů propuštěn. Na vzniklou situaci reagoval emigrací do Velké Británie, kde opětovně vstoupil do řad RAF. Jako příslušník 209. perutě se účastnil korejské války. Za tuto činnost obdržel v roce 1953 sponu k Záslužnému leteckému kříži. V roce 1957 ukončil kariéru jako aktivní pilot, do důchodu odešel v roce 1970. 

## Ocenění
Václav Bergman byl nositelem řady československých, francouzských a britských vyznamenání.
Jméno Václava Bergmana je připomenuto na památníku Okřídleného lva na Praze 1, na památníku Bitvy o Británii na Victoria Embankment v Londýně, na pomníku Obětem 2. světové války v Žatci a na pomníku na návsi v Domoušicích.
V roce 1992 byl povýšen na generálmajora.

### Vyznamenání
- Československý válečný kříž 1939 (čtyřnásobný nositel; poprvé 28.10.1941, podruhé 3.7.1944)
- Československá medaile Za chrabrost před nepřítelem (čtyřnásobný nositel; poprvé 8.8.1941, podruhé 26.11.1941, potřetí 5.5.1943, počtvrté 27.8.1943)
- Československá vojenská medaile za zásluhy, I. stupeň (22.11.1944)
- Pamětní medaile československé armády v zahraničí se štítky Francie a Velká Británie
- Válečný kříž 1939–1945 s palmou (5.5.1943)
- Záslužný letecký kříž (DFC, 3. července 1944) + spona (24. dubna 1953)
- Kříž letectva (AFC)
- Hvězda 1939–1945 (7.1.1945) se sponou Battle of Britain
- Hvězda Atlantiku
- Evropská hvězda leteckých osádek se sponou Francie a Německo
- Britská medaile Za obranu
- Válečná medaile 1939–1945 + bronzový dubový list (21. března 1952)
- Medaile OSN za službu v Koreji